# Bevölkerungsfonds der Vereinten Nationen
Der Bevölkerungsfonds der Vereinten Nationen (englisch United Nations Population Fund; bis 1987 United Nations Fund for Population Activities, daher die noch heute übliche Abkürzung UNFPA) ist der weltweit größte Fonds zur Finanzierung von Bevölkerungsprogrammen. Er wurde 1967 als Treuhandfonds eingerichtet und begann seine Arbeit 1969. Seit 1972 ist er ein Nebenorgan der Generalversammlung der Vereinten Nationen.
Mit dem Ziel, einen Weltbevölkerungsplan gegen das Bevölkerungswachstum in Entwicklungsländern zu erstellen, initiierte die UNFPA die erste Weltbevölkerungskonferenz in Bukarest 1974. Zwischen 1974 und 1984 unternahm die UNFPA eine Weltfruchtbarkeitsuntersuchung in 60 Entwicklungsländern (World Fertility Survey) und kam zu dem Ergebnis, dass Frauen aus diesen Ländern weniger Kinder bekommen wollten, wenn sie Zugang zu Verhütungsmitteln sowie zu Bildung und Lohnarbeit bekommen würden. Sumati Nair zufolge sind bis 1994 92 Entwicklungsländern bevölkerungspolitische Programme auferlegt worden (Entwicklungshilfegelder bzw. Kredite aus dem Westen wurden nur gegen bevölkerungspolitische Auflagen vergeben; Weltbank und IWF-Strukturanpassungsprogramme dienten hierzu als Druckmittel).
Von 2011 bis zu seinem Tod im Juni 2017 war Babatunde Osotimehin Exekutivdirektor der UNFPA. Seine Nachfolgerin ist seit Oktober 2017 Natalia Kanem.
Zur Beurteilung der bevölkerungspolitischen Lage werden seit 1969 jährliche „Weltbevölkerungsberichte“ veröffentlicht. Sie dienen als Beratungs- und Entscheidungsgrundlage auf den Weltbevölkerungsgipfeln. Die Prioritäten und Förderungskriterien haben sich im Laufe der Jahrzehnte ständig geändert. Angesichts der hohen Geburtenziffern, des weitverbreiteten Analphabetismus und der unterdrückten Frauenrechte in den meisten Entwicklungsländern liegen die Programmschwerpunkte heute in den Bereichen:
- sexuelle und reproduktive Gesundheit
- Familienplanung
- Bildung
- Gleichberechtigung der Geschlechter
- Schutz vor Gewalt gegen Frauen und Kinder

Für das Jahr 2016 lagen die Einnahmen des Fonds bei 896 Millionen US-Dollar und die Ausgaben bei 923 Millionen US-Dollar. Finanziert wird der Fonds aus freiwilligen Beiträgen der Mitgliedstaaten der Vereinten Nationen und privaten Spenden, insbesondere aus großen Stiftungen wie etwa Gates- und Clinton Foundation.

## Kritik
Der UNFPA wird von konservativen Gruppen, hauptsächlich in den USA, u. a. dafür kritisiert, in Ländern wie China Zwangsabtreibungen und Zwangssterilisationen zu fördern – wobei die Organisation diese Behauptung zurückweist, auch unter Verweis auf die Ergebnisse einer von den USA selbst eingesetzten Untersuchungsmission. Als eine der ersten Handlungen der Regierung Donald Trump strichen die USA 2017 deshalb der UNFPA die US-Beiträge.
Die UNFPA wurde bis 1994 allerdings auch von Feministinnen massiv kritisiert. 1994 gelang auf der Weltbevölkerungskonferenz in Kairo und in Folge der Weltfrauenkonferenz 1995 ein Reframing (Umdeutung) der bevölkerungspolitischen Programme zu reproduktiven Rechten.

„Der Anschein, daß bei der UNO-Bevölkerungspolitik die universellen und bekanntlich individuellen Menschenrechte im Mittelpunkt stünden, wird vom UNFPA selbst widerlegt, wenn dieser seine ‚Bevölkerungspreise‘ an Regierungen verleiht, die auch Zwangsmaßnahmen anwenden, um die Geburtenrate zu reduzieren. So erhielt 1984 die indische Ministerpräsidentin Indira Gandhi, unter deren Regierung Zwangssterilisationskampagnen durchgeführt wurden, gemeinsam mit dem chinesischen Familienplanungsminister Qian Xinzhong den UNO-Bevölkerungspreis. 1989 wurde der indonesische Präsident Suharto für seine Bevölkerungspolitik ausgezeichnet.“